# Ligue des champions arabes de football 2007-2008
Navigation
Édition précédente Édition suivante
La Ligue des champions arabes 2007-2008 du 18 septembre 2007 au 22 mai 2008 voit le sacre du club algérien l'ES Sétif pour la deuxième fois consécutive.

## Calendrier
| Nom                                             | Match aller                      | Match retour                   | Participants |
| ----------------------------------------------- | -------------------------------- | ------------------------------ | ------------ |
| Tours préliminaires                             |                                  |                                |              |
| Premier tour                                    | 12-18 sep.                       | 1er-2 oct.                     | 32 → 16      |
| Deuxième tour                                   | 2-5 nov.                         | 6-15 nov.                      | 16 → 8       |
| Phase de groupes                                |                                  |                                |              |
| Journées 1 et 5 Journées 2 et 6 Journées 3 et 4 | 27-28 nov. 10-12 déc. 25-26 déc. | 3-5 mars 12-19 mars 18-20 fév. | 8 → 4        |
| Phase finale                                    |                                  |                                |              |
| Demi-finales                                    | 14-15 avril                      | 30 avr.-1er mai                | 4 → 2        |
| Finale                                          | 9 mai                            | 22 mai                         | 2 → 1        |

## Primes monétaires
Les primes monétaires sont distribués aux clubs, comme suit :
| Classement       | Prime       |
| ---------------- | ----------- |
| Vainqueur        | 1 500 000 $ |
| Finaliste        | 1 000 000 $ |
| Demi-finaliste   | 400 000 $   |
| Phase de groupes | 300 000 $   |
| Deuxième tour    | 60 000 $    |
| Premier tour     | 30 000 $    |

## Tours préliminaires

### Premier tour
| Équipe 1                       | Résultat       | Équipe 2            | Aller | Retour |
| ------------------------------ | -------------- | ------------------- | ----- | ------ |
| Al Ahli Sanaa                  | 1 - 4          | Al-Ittihad Tripoli  | 0 - 0 | 1 - 4  |
| Al-Ansar Club                  | 2 - 3          | Tala'ea El Geish    | 1 - 1 | 1 - 2  |
| Talaba SC                      | 0 - 4          | USM Alger           | 0 - 2 | 0 - 2  |
| ASC Mauritel                   | 1 - 4          | ES Sétif            | 1 - 1 | 0 - 3  |
| forfait Shabab Rafah           | -              | Raja CA             | -     | -      |
| Kazma SC                       | 1 - 2          | Wydad de Casablanca | 0 - 1 | 1 - 1  |
| Al Oruba Sur                   | 1 - 1E         | US Monastir         | 0 - 0 | 1 - 1  |
| Al-Masry Club                  | 0 - 1          | Al Taliya Hama      | 0 - 1 | 0 - 0  |
| Chirazienne FC                 | 0 - 9          | Najaf FC            | 0 - 8 | 0 - 1  |
| Al Sha'ab Sharjah              | 2 - 4          | Al-Faisaly          | 0 - 2 | 2 - 2  |
| MC Oran                        | 0 - 3          | Al-Arabi SC         | 0 - 1 | 0 - 2  |
| Al Hilal Omdurman              | 4 - 4E         | Al Majd Damas       | 3 - 2 | 1 - 2  |
| Moghreb de Tétouan             | 1 - 4          | Al-Weehdat          | 0 - 4 | 1 - 0  |
| AS Compagnie Djibouti-Éthiopie | 0 - 19         | Al Wehda            | 0 - 8 | 0 - 11 |
| CA Bizertin                    | 3 - 3 4 - 2tab | Al-Shabab Riyad     | 1 - 2 | 2 - 1  |
| Al Merreikh Omdurman           | 5 - 1          | Riffa Club          | 2 - 0 | 3 - 1  |

### Deuxième tour
| Équipe 1             | Résultat | Équipe 2            | Aller | Retour |
| -------------------- | -------- | ------------------- | ----- | ------ |
| Al-Ittihad Tripoli   | 1 - 3    | Al Majd Damas       | 1 - 1 | 0 - 2  |
| Al-Weehdat           | 1 - 2    | Tala'ea El Geish    | 0 - 0 | 1 - 2  |
| Al Merreikh Omdurman | 3 - 5    | Raja CA             | 2 - 2 | 1 - 3  |
| forfait Al-Arabi SC  | [ 1 ]    | USM Alger           | 3 - 2 | -      |
| CA Bizertin          | 3 - 4    | Al-Faisaly          | 1 - 1 | 2 - 3  |
| Al Wehda             | 2 - 4    | ES Sétif            | 1 - 1 | 1 - 3  |
| Al Oruba Sur         | 3 - 7    | Wydad de Casablanca | 2 - 3 | 1 - 4  |
| Najaf FC             | 0 - 3    | Al Taliya Hama      | 0 - 3 | 0 - 0  |

## Phase de groupes

### Groupe A
| Rang | Équipe        | Pts | J | G | N | P | Bp | Bc | Diff |  | Résultats (▼ dom., ► ext.) |     |     |     |     |
| ---- | ------------- | --- | - | - | - | - | -- | -- | ---- |  | -------------------------- | --- | --- | --- | --- |
| 1    | ES Sétif      | 11  | 6 | 3 | 2 | 1 | 10 | 4  | +6   |  | ES Sétif                   |     | 2-1 | 2-0 | 1-1 |
| 2    | Al-Faisaly    | 9   | 6 | 2 | 3 | 1 | 9  | 7  | +2   |  | Al-Faisaly                 | 1-1 |     | 1-1 | 3-1 |
| 3    | Raja CA       | 7   | 6 | 1 | 4 | 1 | 3  | 4  | -1   |  | Raja CA                    | 1-0 | 0-0 |     | 0-0 |
| 4    | Al Majd Damas | 3   | 6 | 0 | 3 | 3 | 5  | 12 | -7   |  | Al Majd Damas              | 0-4 | 2-3 | 1-1 |     |

### Groupe B
| Rang | Équipe              | Pts | J | G | N | P | Bp | Bc | Diff |  | Résultats (▼ dom., ► ext.) |     |     |     |     |
| ---- | ------------------- | --- | - | - | - | - | -- | -- | ---- |  | -------------------------- | --- | --- | --- | --- |
| 1    | Wydad de Casablanca | 10  | 6 | 3 | 1 | 2 | 11 | 6  | +5   |  | Wydad de Casablanca        |     | 3-0 | 2-3 | 3-1 |
| 2    | Tala'ea El Geish    | 8   | 6 | 2 | 2 | 2 | 3  | 5  | -2   |  | Tala'ea El Geish           | 0-0 |     | 0-0 | 1-2 |
| 3    | USM Alger           | 8   | 6 | 2 | 2 | 2 | 5  | 5  | 0    |  | USM Alger                  | 2-1 | 0-1 |     | 0-1 |
| 4    | Al Taliya Hama      | 7   | 6 | 2 | 1 | 3 | 4  | 7  | -3   |  | Al Taliya Hama             | 0-2 | 0-1 | 0-0 |     |

## Phase finale

### Demi-finales
| Équipe 1         | Résultat | Équipe 2            | Aller | Retour |
| ---------------- | -------- | ------------------- | ----- | ------ |
| Al-Faisaly       | 1 - 2    | Wydad de Casablanca | 1 - 2 | 0 - 0  |
| Tala'ea El Geish | 2 - 2E   | ES Sétif            | 2 - 1 | 0 - 1  |

### Finale
| Aller                  | Wydad de Casablanca | 0 - 1   | ES Sétif  | Stade Mohammed-V, Casablanca |                            |
| 9 mai 2008 20 h 00 GMT |                     | (0 - 0) | 80e Touil | Arbitrage : Aouaz Trabelsi   | Arbitrage : Aouaz Trabelsi |
| 9 mai 2008 20 h 00 GMT | Rapport             |         |           | Arbitrage : Aouaz Trabelsi   | Arbitrage : Aouaz Trabelsi |

| Retour                  | ES Sétif  | 1 - 0   | Wydad de Casablanca | Stade Mustapha-Tchaker, Blida |                       |
| 22 mai 2008 18 h 00 GMT | Ziaya 30e | (1 - 0) |                     | Arbitrage : Saad Mane         | Arbitrage : Saad Mane |
| 22 mai 2008 18 h 00 GMT | Rapport   |         |                     | Arbitrage : Saad Mane         | Arbitrage : Saad Mane |

| Ligue des champions arabes Vainqueur 2007-2008 |
| ---------------------------------------------- |
| ES Sétif Deuxième titre                        |

## Meilleurs buteurs
| Rang | Joueur          | Club                | Buts |
| ---- | --------------- | ------------------- | ---- |
| 1    | Essa Al-Mehyani | Al Wehda            | 8    |
| 2    | Raja Rafe       | Al Majd Damas       | 6    |
| 3    | Lamouri Djediat | ES Sétif            | 5    |
| -    | Mohamed Madihi  | Wydad de Casablanca | 5    |
| -    | Fadi Lafi       | Al-Faisaly          | 5    |